# Lepanthes tridentata
Lepanthes tridentata es una especie de orquídea epífita originaria de Centroamérica en Jamaica.

## Descripción
Es una orquídea que se encuentra en Jamaica, en alturas de 1300 a 1700 metros. Es de tamaño pequeño y prefiere el calor al frío, es epifita, con tallos delgados agrupados, erectos, y envueltos por vainas. Tiene una sola hoja apical, erecta, coriácea, elíptica, de color verde con el ápice biolobulado y la base poco peciolada. Florece en 2 a 5 inflorescencias racemosas de 1.7 cm de largo, que surgen desde detrás de la hoja, con pocas flores. La floración se produce desde el invierno hasta principios de otoño.

## Taxonomía
Lepanthes tridentata fue descrita por (Sw.) Sw. y publicado en Nova Acta Regiae Societatis Scientiarum Upsaliensis 6: 86. 1799.
Etimología
Ver: Lepanthes
tridentata: epíteto latíno que significa "tridentada".
Sinonimia
- Epidendrum tridentatum Sw. (basiónimo)[1]